# 米特帕金區
米特帕金區（英語：Meatpacking District），又譯肉類加工區，是位於紐約市曼哈頓的一個地區，其範圍南起西14街，北至岡薩沃特街。西起哈德遜河，東至哈德遜街，不過在一些定義中範圍會擴大。米特帕金區自19世紀中期開始開發，曾是一個度假勝地。19世紀後期，這裡成為一個肉類和農產品加工中心。不過隨著工業的蕭條，該地區在二戰後曾是犯罪的溫床。1990年代之後，米特帕金區開始改造，成為一個歷史保護區和潮流文化區。